# 杭格阿尔
杭格阿尔（Hangal），是印度卡纳塔克邦Haveri县的一个城镇。总人口25011（2001年）。

## 人口
该地2001年总人口25011人，其中男性12816人，女性12195人；0—6岁人口3500人，其中男1828人，女1672人；识字率63.73%，其中男性为67.49%，女性为59.78%。